# Rosa dolichocarpa
Rosa dolichocarpa — вид рослин з родини розових (Rosaceae); ендемік Росії.

## Поширення
Цей вид відомий зі Ставропольського краю в Росії. Зростає на горі Розвалка.
Росте у світлому лісі на схилах, що виходять на північ біля підніжжя гори Розвалка. Вид має недостатню репродуктивну здатність.

## Охорона
Входить до Червоної книги Ставропольського краю (2002) і трапляється на території заповідної зони Кавказькі мінеральні води.